# Biblioteka Narodowa i Uniwersytecka
Biblioteka Narodowa i Uniwersytecka w Lublanie (słoweń. Narodna in Univerzitetna Knjižnica = NUK) – biblioteka narodowa Słowenii w Lublanie. Jest największą biblioteką Słowenii.

## Historia

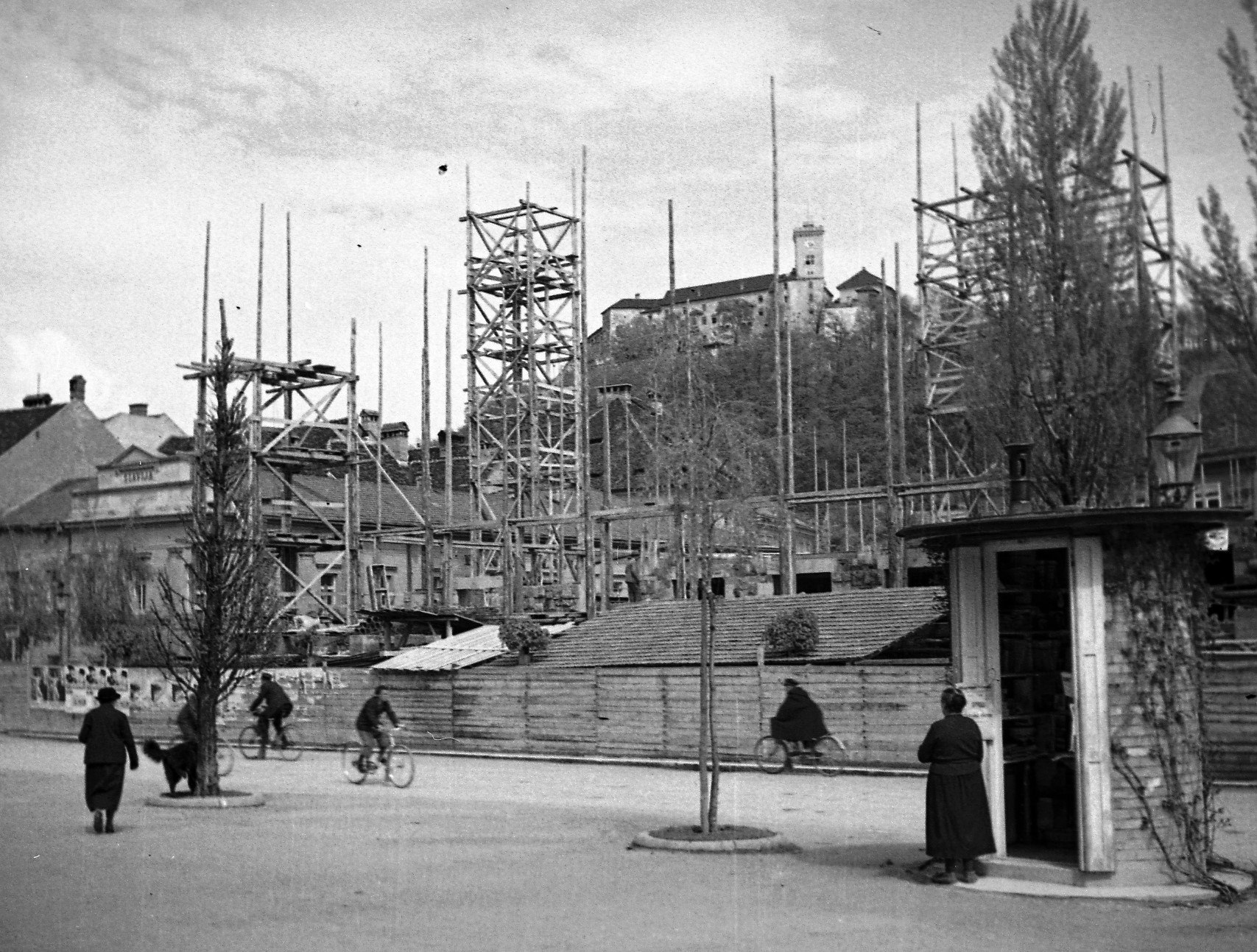
Wczesna faza budowy biblioteki, 1937.

Bibliotekę uważa się za spadkobierczynię XVIII-wiecznej biblioteki publicznej, która powstała w 1774 roku, gdy Maria Teresa wydała edykt, na mocy którego ponad 600 książek ocalałych z pożaru kolegium jezuickiego przekazano do użytku publicznego. Powstała wtedy biblioteka nosząca nazwę Licejska knjižnica. W 1807 otrzymała ona prawo do egzemplarza obowiązkowego. Po likwidacji liceum w 1850 roku zmieniła nazwę na Deželna Študijska knjižnica. W 1919 roku stała się ona biblioteką centralną Słowenii. Po założeniu w 1919 roku uniwersytetu w Lublanie pełniła rolę biblioteki uniwersyteckiej. Nazwę Biblioteka Uniwersytecka otrzymała w 1938 roku. Po II wojnie światowej nadano jej status narodowej zmieniając nazwę na Biblioteka Narodowa i Uniwersytecka w Lublanie.
W 2024 wyróżniona Orderem za Wybitne Zasługi.

## Budynek
Budynek powstał według planów, które w latach 1930–1931 sporządził Jože Plečnik. Budowa trwała od 1936 do 1941 roku. Biblioteka jest zlokalizowana w centrum Lublany na miejscu niegdysiejszego późnorenesansowego pałacu arystokratycznego rodu Auerspergów.
Ponieważ w założeniu Plečnika biblioteka była planowana na ok. 240 tys. woluminów, a obecnie zbiory jej przekroczyły 2,5 miliona woluminów (2011), od dawna jest problem nowego budynku. Wznoszenie go rozpoczęto kilka lat temu w centrum Lublany - kłopoty finansowe co jakiś czas powodują przerywanie prac budowlanych. W początku XXI w. nałożyły się na to trudności prawne (prawa własności do gruntu). Aktualnie NUK wynajmuje pomieszczenia magazynowe poza własnym budynkiem.

## Zbiory
W Bibliotece znajduje się m.in. 118 kart Kodeksu supraskiego, które zostały przekazane przez stronę polską w XIX wieku do badań i nigdy do Polski nie wróciły.